# Klein Marzehns
Klein Marzehns ist ein Ortsteil der Gemeinde Rabenstein/Fläming im Landkreis Potsdam-Mittelmark in Brandenburg.

## Geografische Lage
Der Ort liegt südwestlich des Gemeindezentrums an der Landesstraße L 83, die von Südwesten kommend in nordöstlicher Richtung durch den Ort führt. Die A 9 verläuft westlich. Die nordwestlich, westlich und südwestlich gelegenen Flächen sind vorzugsweise bewaldet, während die nördlichen und südlichen Flächen vorzugsweise landwirtschaftlich genutzt werden. Im Südwesten befindet sich der weitere Ortsteil Groß Marzehns, im Südosten der Gemeindeteil Wüstemark. Die wüste Feldmark Wahlsdorf liegt im Süden. Südlich und östlich des Ortes verläuft die Landesgrenze zu Sachsen-Anhalt.

## Geschichte

### 14. und 15. Jahrhundert

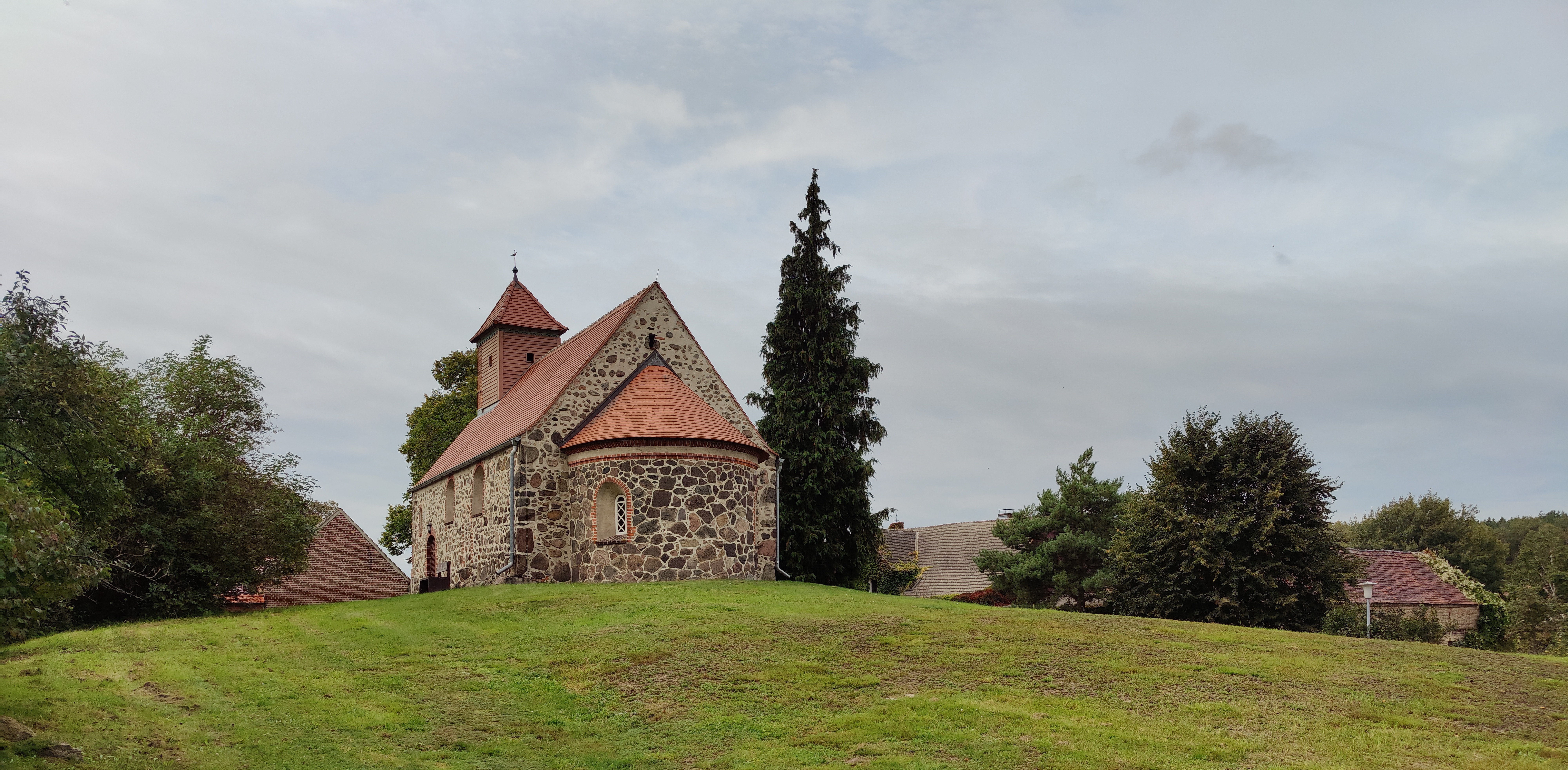
Dorfkirche aus der Zeit um 1400

Das Dorf wurde im Jahr 1376 erstmals als von Merzehns urkundlich erwähnt; 1387 als in cleynen morczencz sowie im Folgejahr als lutke morczens. Um 1400 entstand eine Dorfkirche. Klein Marzehns gehörte von vor 1426 bis um 1550/1552 zur Vogtei bzw. Pflege bzw. Amt Rabenstein und kam um 1550/1552 bis 1872 zum Amt Belzig-Rabenstein, die auch die Ober- und Untergerichtsbarkeit hielt (1506). In den Jahren 1419/1420 lebte dort ein Richter, der die Gerichtsbarkeit, vier Hufen sowie einen Krug besaß. Die Schreibweise des Ortes änderte sich im Jahr 1466 zu zu Mortzens.

### 16. Jahrhundert
Im Dorf lebten im Jahr 1506 fünf Einwohner: Der Richter mit der Gerichtsbarkeit sowie vier Hufen zum Lehen sowie den Krug sowie einem Einwohner, der vom wüst gefallenen Wahlsdorf zinste. Zwei weitere Einwohner zinsten vom Erbe. Für das Jahr 1530 sind vier Hufner und ein Kossät verzeichnet. Der Zehnte war in Rädigke enthalten. Der Küster bekam sechs Scheffel Roggen und acht Brote. Detaillierte Angaben liegen aus dem Jahr 1542 vor. Demzufolge gab es den Lehnschulzen mit Haus, Hof und vier Hufen, einen Einwohner mit Haus, Hof und fünf Hufen, einen Einwohner mit Haus, Hof und vier Hufen sowie zwei Einwohner mit Haus, Hof und Garten. Der Hirte hatte weder Weib nach Vieh; es gab außerdem einen Knecht. Für das Jahr 1555 waren vier Hufner und ein Gärtner verzeichnet. Im Jahr 1565 lebten im Dorf der Lehnschulze. Es gab drei Häuser und Höfe, einen Hof, drei Kossätenhöfe, ein geringes Kösstätenhufflein sowie einen Hirten mit zwei Kühen, zwei Rindern, einer Range, einem Überläufer und 60 Schafen. Die Gemarkung war acht Dorfhufen groß; hinzu kamen vier Hufen und sechs wüste Hufen aus Wahlsdorf. Für das Jahr 1575 wurde von vier Hufnern und fünf Gärtnern berichtet. Der Zehnte war nach wie vor in Rädigke enthalten. Der Küster bekam sechs Scheffel Korn und acht Brote. Die Kirche besaß zwei Gottesländer. Eine detaillierte Statistik aus Klein Martzäns liegt aus dem Jahr 1591 vor. Demzufolge gab es neun besessene Mann, darunter fünf Gärtner: den Richter mit vier Dorfhufen und einer wüsten Hufe aus Wahlsdorf zum Lehen, einen Vierdorfhufner, zwei Viererbhufner und eine Fläche von 22 Hufen (16 Dorfhufen und sechs wüste Hufen zu Wahlsdorf). Außerdem bewirtschafteten die Einwohner 12 ½ Morgen (Mg) Wiese (6 Mg vor Baitz, 1 ½ Mg vor Fredersdorf, 3 Mg vor Rottstock und 2 Mg auf der Rohrpleke).

### 17. Jahrhundert
Im Dreißigjährigen Krieg stand das Dorf im Jahr 1640 „öde und wüst“. Im Jahr 1661 lebten im Dorf der Schulze mit einem Krug, einem Kossätenhof, einem Garten und vier freien Hufen. Außerdem besaß er eine wüste Hufe sowie die Schäfereigerechtigkeit für 200 bis 300 Stück. Ihm waren 14 Morgen (Mg) neu zugemessen worden. Alle anderen Stellen lagen seit 1636 wüst. Eine Statistik aus dem Jahr 1676 wies zwei Anspänner oder Hufner sowie einen Halbhufner und Kossäten auf, die acht Erbhufen und zwei wüste Hufen bewirtschafteten. In einer Statistik aus dem Jahr 1682 wurden der Schulze mit Krug, Kossätenhof, Garten, vier freien Hufen und einer wüsten Hufe, ein Vierdorfhufner, zwei Viererbhufner, vier Kossäten und ein Häusler benannt; außerdem ein Hirte.

### 18. Jahrhundert
Im Jahr 1701 lebten im Dorf vier Hufner, vier Kossäten, ein Häusler und ein Hirte, die zusammen 24 ¾ Mg Wiese bewirtschafteten. Das Dorf bestand im Jahr 1718 aus: sieben Hufnern, einem Häusler sowie 21 Hufen einschließlich sechs wüste Markhufen. Im Jahr 1743 wurde von vier Vierhufnern (darunter dem Schulzen) berichtet, von denen zwei je eine wüste Hufe besaßen. Außerdem gab es vier Einwohner mit je einer wüsten Hufe. Die Fläche war 16 Dorfhufen groß; hinzu kamen sechs wüste Hufen zu Wahlsdorf. Im Jahr 1777 lebten im Dorf zehn angesessene Einwohner: vier Ganzhufner, vier Kossäten und zwei Häusler; es gab zwei Hirtenhäuser.

### 19. Jahrhundert
Ausweislich einer Statistik aus dem Jahr 1806 gab es in Klein Marzehns zwei Viereinhalbhufner (darunter den Schulzen), zwei Vierhhufner, vier Einhalbhufner (die als Kossäten galten) und zwei Häusler. Im Jahr 1822 waren es vier Hufner, vier Kossäten, ein alter Häusler und zwei neue Häusler (darunter der Schmied). Sie bewirtschafteten 16 Dorfhufen sowie sechs wüste Hufen zu Wahlsdorf. Im Dorf gab es im Jah 1837 insgesamt 16 Wohnhäuser. Die Gemarkung war im Jahr 1858 insgesamt 3988 Morgen (Mg) groß: 49 Mg Gehöfte, 1717 Mg Acker, 1111 Mg Weide, 1111 Mg Wald und mit drei öffentlichen, 20 Wohn- und 32 Wirtschaftsgebäuden bebaut.

### 20. Jahrhundert
Zur Jahrhundertwende standen auf 1068 Hektar (ha) insgesamt 25 Häuser. Die Fläche wuchs auf 1087 ha im Jahr 1931 an. Zu dieser Zeit gab es 31 Wohnhäuser mit 41 Haushaltungen. Im Jahr 1939 gab es in Klein Marzehns drei land- und forstwirtschaftliche Betriebe mit einer Fläche über 100 ha. Weitere sechs Betriebe waren zwischen 20 und 100 ha groß, acht zwischen 10 und 20 ha, sieben zwischen 5 und 10 ha sowie sechs zwischen 0,5 und 5 ha.
Nach dem Zweiten Weltkrieg wurden im Rahmen der Bodenreform 421,5 ha enteignet: 148 ha Acker, 13,5 ha Wiese und 260 ha Wald. Davon gingen 107 ha an zehn Umsiedler, 100,48 ha an 16 Bauern, fünf Hektar an die VdgB, 37,5 ha an die Gemeinde Groß Marzehns und 171,5 ha an die Gemeinde Klein Marzehns. Im Jahr 1958 bestand im Ort eine LPG Typ I. Zwei Jahre später gab es drei LPG Typ I mit 62 Mitgliedern und 342 ha Fläche, die sich 1961 zusammenschlossen und 1973 zu einer LPG Typ III übergingen. Diese bestand neben einer Revierförsterei im Jahr 1973.

## Bevölkerungsentwicklung
| Jahr      | 1817 | 1837 | 1858 | 1871 | 1885 | 1895 | 1905 | 1925 | 1939 | 1946 | 1964 | 1971 |
| Einwohner | 93   | 133  | 135  | 148  | 146  | 142  | 136  | 162  | 156  | 239  | 152  | 150  |

## Sehenswürdigkeiten

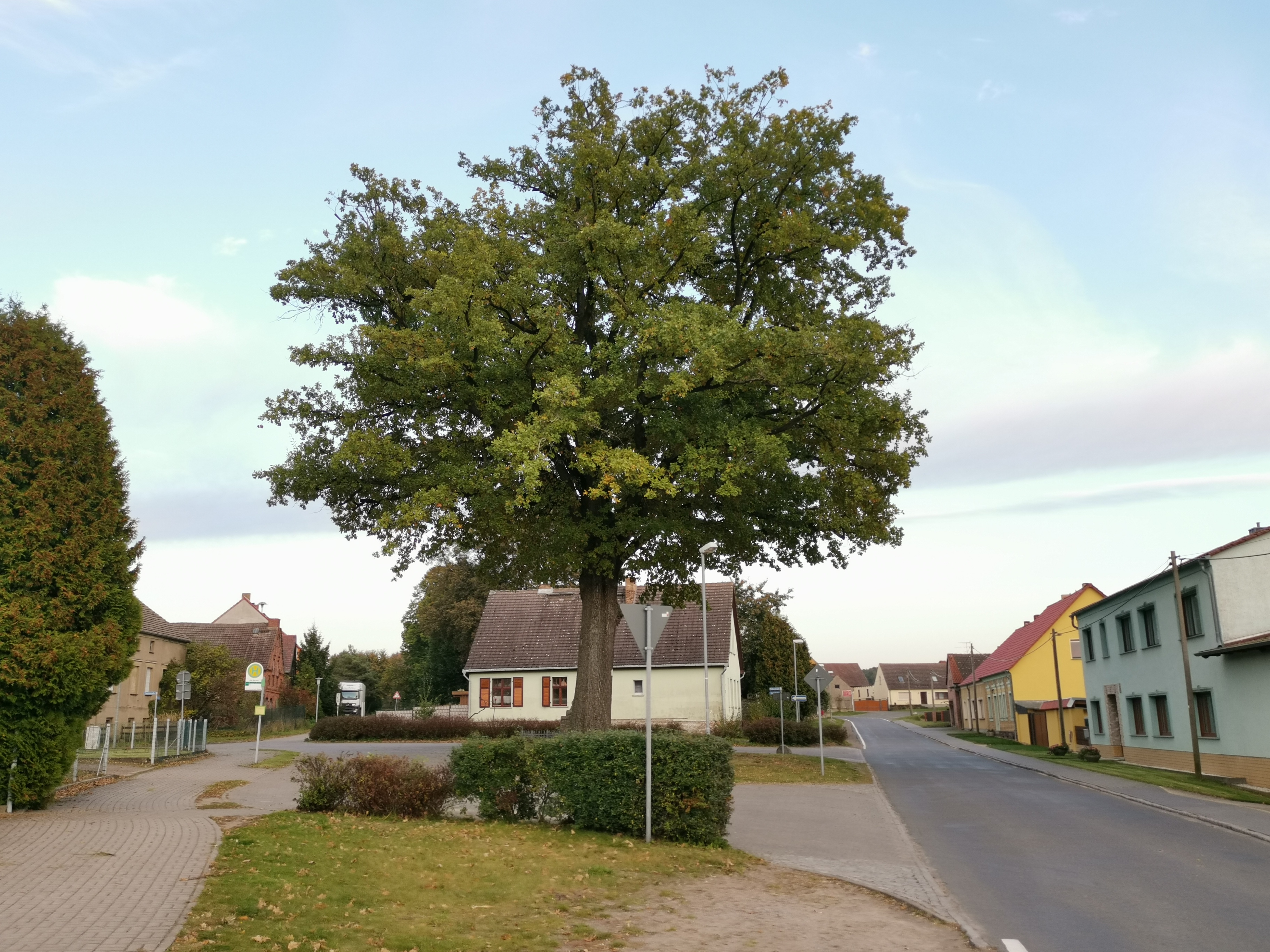
Naturdenkmal Eiche

- Die um 1400 erbaute Feldsteinkirche ist ein Baudenkmal (siehe Liste der Baudenkmale in Rabenstein/Fläming#Klein Marzehns).
- In der Ortsmitte befindet sich eine Eiche, die als Naturdenkmal unter Schutz steht.
- Denkmal für die Gefallenen der Weltkriege
- Naturschutzgebiet Klein Marzehns

## Nachweise
1. ↑  Gemeinde- und Ortsteilverzeichnis. In: geobasis-bb.de. Landesvermessung und Geobasisinformation Brandenburg, archiviert vom Original (nicht mehr online verfügbar) am 16. August 2017; abgerufen am 29. Juni 2017.  Info: Der Archivlink wurde automatisch eingesetzt und noch nicht geprüft. Bitte prüfe Original- und Archivlink gemäß Anleitung und entferne dann diesen Hinweis.
2. 1 2  Peter R. Rohrlach: Historisches Ortslexikon für Brandenburg. Teil V: Zauch-Belzig. Erstauflage. Verlag Hermann Böhlaus Nachfolger, Weimar 1992. (Verlag Klaus-D. Becker, Potsdam 2011, ISBN 978-3-941919-82-2, S. 258)
3. 1 2 3 4 5  Peter R. Rohrlach: Historisches Ortslexikon für Brandenburg. Teil V: Zauch-Belzig. Erstauflage. Verlag Hermann Böhlaus Nachfolger, Weimar 1992. (Verlag Klaus-D. Becker, Potsdam 2011, ISBN 978-3-941919-82-2, S. 259)